# 靈厄比
靈厄比是挪威内陆郡的市鎮，位於該國南部，面積1,248平方公里，海拔高度920米，是熱門的旅遊地點，2012年人口4,561，人口密度為每平方公里4人。

## 外部連結
- Municipal fact sheet from Statistics Norway
- Frya Leir Motel